# Оу Чулян
О́у Чуля́н (кит. упр. 区楚良, пиньинь Oū Chǔliáng; род. 26 августа 1968) — китайский футболист, вратарь. Известен в Китае по выступлениям за клубы «Гуандун Хунъюань», «Шанхай Шэньхуа» и «Юньнань Хунта», откуда вызывался в национальную сборную Китая, с которой принимал участие в финальной части чемпионата мира 2002 года.

## Карьера игрока
Оу начинал тренироваться с молодёжной командой провинции Гуандун, а в 1988 году подписал контракт с клубом «Гуандун Хунъюань». Команда получила профессиональный статус и вошла в систему лиг китайского футбола, а в сезоне 1993 года завоевала серебряные медали. Однако в 1997 году «Гуандун» потерял место в элитном дивизионе, а игрок перед началом сезона 1998 года перешёл в клуб «Шанхай Шэньхуа». С командой Оу вновь стал серебряным призёром первенства, а также выиграл Кубок Китайской футбольной ассоциации. Вновь вышедшая в высший дивизион команда «Юньнань Хунта» хотела видеть игрока в своем составе, а Оу получил больше игровой практики, сыграв в 26 матчах сезона 2000 года и помог клубу избежать понижения в статусе. После нескольких сезонов в 2004 году Оу перешёл в «Чунцин Лифань», где и закончил карьеру игрока.

## Международная карьера
Оу дебютировал за национальную сборную в матче против команды Канады 2 апреля 1992 года, которая закончилась поражением со счётом 5-2. Несмотря на поражение, Оу получил возможность показать себя в других товарищеских матчах, а в конечном итоге начал вызываться в сборную, с которой выступал на Кубке Азии 1992 года, где подменял Фу Юйбина. В итоге, Оу занял его место в основе сборной, а на Кубке Азии 1996 года в матче открытия против команды Узбекистана занял место в воротах национальной команды Китая. После разочаровывающей квалификации к Чемпионату мира 1998 года, Оу был заменён на Цзян Цзиня, который выступал на Кубке Азии 2000 года. После отбора на Чемпионат мира 2002 года Цзян Цзинь вновь остался первым номером команды, а Оу стал лишь вторым.

## Карьера тренера
После завершения карьеры Оу поехал в Великобританию и Германию, где учился на тренерскую лицензию ФИФА. В 2005 году он вернулся в Китай, где ему был предложен пост тренера вратарей для молодёжной сборной Китая до 23 лет. С командой готовился к Летим Олимпийским играм 2008 года в Пекине. В команде он оставался недолго и принял приглашение стать тренером вратарей в «Шанхай Шэньхуа». К 2008 году он вновь вернулся в сборную, на этот раз в основную команду.

## Достижения

### Клубные
«Шанхай Шэньхуа» :
- Обладатель Кубка КФА : 1998